# 弗勞爾芒德 (德克薩斯州)
弗勞爾芒德（英語：Flower Mound）是一個位於美國德克薩斯州登頓縣及塔蘭特縣的城市。

## 人口
根據2020年美國人口普查的數據，弗勞爾芒德的面積為115.20平方千米，當中陸地面積為108.67平方千米，而水域面積為6.53平方千米。當地共有人口75956人，而人口密度為每平方千米659人。